# Armatoglyptes echinoideus
Armatoglyptes echinoideus is een rankpootkreeftensoort uit de familie van de Lithoglyptidae. De wetenschappelijke naam van de soort is voor het eerst geldig gepubliceerd in 2000 door Kolbasov.